# من باید ساکت بمانم
من باید ساکت بمانم (به انگلیسی: I Shall Remain Silent) فیلمی هندی محصول سال ۱۹۶۲ و به کارگردانی ای. بیمسینگ است. در این فیلم بازیگرانی همچون مینا کوماری، سونیل دات، نانا پالشیکار و هلن ایفای نقش کرده‌اند.